# Xã Waconia, Quận Carver, Minnesota
Xã Waconia (tiếng Anh: Waconia Township) là một xã thuộc quận Carver, tiểu bang Minnesota, Hoa Kỳ. Năm 2010, dân số của xã này là 1.228 người.